# Savage Funk
"Savage Funk" é uma canção da cantora brasileira Anitta, gravada para o seu sexto álbum de estúdio, Funk Generation (2024). Sendo a nona faixa do disco,  foi produzida por Tropkillaz e DJ GBR, e lançada através da Floresta Records, Republic Records e Universal Music Latino.

## Apresentações ao vivo
Anitta apresentou "Savage Funk" pela primeira vez em 18 de maio de 2024 no festival mexicano, Tecate Emblema. A música esteve na setlist de sua turnê Baile Funk Experience.

## Faixas e formatos
| Download digital |               |                                    |         |  |
| N.º              | Título        | Compositor(es)                     | Duração |  |
| 1.               | "Savage Funk" | Larissa Machado Laudz Zegon DJ GBR | 1:23    |  |

| DJ Snake Remix |                                |                         |         |  |
| N.º            | Título                         | Compositor(es)          | Duração |  |
| 1.             | "Savage Funk" (DJ Snake Remix) | Machado Laudz Zegon GBR | 2:24    |  |

## Desempenho comercial
| País — parada (2024)              | Posição máxima |
| --------------------------------- | -------------- |
| Brasil (Billboard Brasil Hot 100) | 32             |
| Portugal (AFP)                    | 83             |